# ماري أويايا
ماري أويايا (بالإنجليزية: Mary Oyaya)‏، هي مُمثلة وعارضة أزياء كينية. في سنة 2002، شاركت ماري في الفيلم الأمريكي حرب النجوم الجزء الثاني: هجوم المستنسخين، حيث أدت دور «لومينارا أوندولي».

## أعمالها
| السنة | العمل                                    | الدور            | نوعه  | مراجع |
| ----- | ---------------------------------------- | ---------------- | ----- | ----- |
| 1999  | Farscape                                 |                  | مُسلسل |       |
| 2000  | Down & Under                             |                  | فيلم  |       |
| 2000  | Lost Souls                               |                  | فيلم  |       |
| 2002  | حرب النجوم الجزء الثاني: هجوم المستنسخين | لومينارا أوندولي | فيلم  |       |

## روابط خارجية
ماري أويايا على موقع IMDb (الإنجليزية)